# Findelmühle
Findelmühle ist ein Gemeindeteil der Gemeinde Wülfershausen an der Saale im unterfränkischen Landkreis Rhön-Grabfeld in Bayern.

## Lage
Die Einöde liegt direkt am Fluss Fränkische Saale.

## Geschichte
1293 Erstnennung. 1469 als Eigentum des Klosters St. Stephan (Würzburg). 1515 und 1698 weitere Belege zur Mühle. 1832 erstmals Findelmühle (davor Obermühle), 1859 Findelbergsmühle. Ab 1912 Familie Reß als Eigentümer. 1921-1945 Stromerzeugung.